# Genista anatolica
Genista anatolica är en ärtväxtart som beskrevs av Pierre Edmond Boissier. Genista anatolica ingår i släktet ginster, och familjen ärtväxter. Inga underarter finns listade i Catalogue of Life.